# Hanna Gunnarsson
Hanna Karolina Sofie Gunnarsson, född 15 december 1983 i Helsingborg (Gustav Adolf), Malmöhus län, är en svensk politiker (vänsterpartist). Sedan riksdagsvalet 2018 är hon invald riksdagsledamot för Skåne läns södra valkrets. Gunnarsson sitter som ordinarie ledamot i försvarsutskottet och ersättare i justitieutskottet. Hon är partiets försvarspolitiska talesperson.
Gunnarsson är utbildad lärare i samhällskunskap och religion för högstadiet och gymnasiet, men har aldrig arbetat inom yrket. Hon blev medlem i Vänsterpartiet 2002 och har arbetat på heltid med kommunpolitik i Lund mellan 2010 och 2018, bland annat som Vänsterpartiets gruppledare i kommunfullmäktige i Lund samt ledamot i kommunstyrelsen. Gunnarsson har även varit aktiv inom studentrörelsen, bland annat som generalsekreterare för Lunds universitets studentkårer.